# Sympetrum internum
Sympetrum internum е вид водно конче от семейство Libellulidae. Видът не е застрашен от изчезване.

## Разпространение и местообитание
Разпространен е в Канада (Албърта, Британска Колумбия, Квебек, Манитоба, Нова Скотия, Нунавут, Ню Брънзуик, Нюфаундленд, Онтарио, Остров Принц Едуард, Саскачеван и Юкон) и САЩ (Айдахо, Айова, Аляска, Вашингтон, Илинойс, Индиана, Калифорния, Канзас, Кентъки, Колорадо, Минесота, Мисури, Мичиган, Монтана, Небраска, Невада, Ню Мексико, Оклахома, Орегон, Охайо, Северна Дакота, Уайоминг, Уисконсин, Южна Дакота и Юта).
Обитава влажни места, ливади, езера, блата, мочурища и тресавища.

## Описание
Популацията на вида е стабилна.